# Yölintu
Yölintu — финский ансамбль танцевальной музыки: основана певцом Симо Силму и его братом, ритм-гитаристом Матти Силму в 1992 году в Пори, Финляндия. В текущем составе группы — братья Силму, соло-гитарист Юкка Харью, басист Яри Луостари и ударник Йони Лейно.
За свою 20-летнюю карьеру группа выпустила 11 студийных альбомов, три сборника, множество синглов. Выпустили 8 золотых, 5 платиновых и один дважды-платиновый альбом. Самый успешный их альбом выпущен в 1998 г. — он разошёлся тиражом около 96 000 экземпляров. Они — одна из самых успешных финских групп, продано 400 000 копий их альбомов.
Наиболее известные их песни — «Kaikki kohdallaan», «Mahdunko maailmaas», «TV:n kokoinen haitari», «Tositarkoituksella», «Liian suuri city», «Haamukipua», «Sitä saa mitä tilaa», «Rakkaus on sininen», «Tää on rankkaa», «Mä putoan», «Preussinpunaista» sekä «Haavoittumaton». Последний альбом выпущен в сентябре 2012 г.